# Ignacio Hernando de Larramendi
Ignacio Hernando de Larramendi y Montiano (Madrid, 18 de junio de 1921 - Madrid, 7 de septiembre de 2001), fue un abogado, escritor y empresario español, conocido por haber sido el artífice del crecimiento y expansión internacional de MAPFRE. Ignacio Hernando de Larramendi ocupó desde 1955 a 1990 las máximas responsabilidades dentro de MAPFRE y se le cuenta entre los cien empresarios españoles más influyentes del siglo XX. Es también conocido por ser promotor y organizador de múltiples iniciativas relacionadas con la conservación y difusión del patrimonio cultural e intelectual español, hispanoamericano, portugués y brasileño, mediante el uso de las nuevas tecnologías. La Biblioteca Virtual de Polígrafos, que se sigue desarrollando hoy en día, es una buena muestra de esas inquietudes. De ideología carlista, es más conocido por su promoción de los estudios históricos sobre el tradicionalismo.

## Biografía
Nació en el seno de una familia católica, de ascendencia vasca por ambas ramas. Era hijo de Luis Hernando de Larramendi, quien fuera abogado, escritor y político tradicionalista español, y de María de Montiano y Uriarte. Fue educado en su casa por una maestra particular hasta su ingreso en el  Colegio de Nuestra Señora del Pilar de Madrid en 1932. Terminó sus estudios de bachillerato en 1937, en el colegio de Santa María de San Sebastián; en el verano de ese mismo año se alistó como voluntario en el Requeté Auxiliar de Fuenterrabía, ubicado en el Palacio de Miramar. En 1938 se integró junto a su hermano Luis —quién a pesar de ser menor en edad ya había tenido experiencia en el frente, habiéndose enrolado con nombre supuesto en las fuerzas sublevadas—  en la Segunda Compañía de Radio Requeté de Campaña, y ya en 1938 en la Compañía de Tolosa del Tercio de San Miguel.
Una vez finalizada la guerra se dedicó a sus estudios de Derecho que finalizó en 1941. Aprobó las oposiciones al Cuerpo Superior de Inspección de la Dirección General de Seguros, donde ejerció su actividad entre 1944 y 1952. En 1947 recibió el "Premio Marin Lázaro" por su trabajo "Los riesgos catastróficos en los seguros personales", en cuyo prólogo expresó sus puntos de vista sociológicos. Completó su formación sobre el seguro en diferentes estancias en Londres entre los años 1947 y 1951 que le permitieron conocer en profundidad el mundo del derecho laboral y el seguro anglosajón. A su vuelta publicó "Tres claves de la vida inglesa" (1952), donde recogió, entre otras cosas, su particular visión sobre la Lloyds Company. En 1952 abandonó la Dirección General de Seguros para incorporarse a la Delegación de Madrid de la Royal Insurance Company.
En 1955 fue propuesto como presidente de una pequeña compañía de seguros, cercana a la quiebra, denominada Mutualidad de la Agrupación de Propietarios de Fincas Rústicas de España, que una vez relanzada y fortificada fue conocida por su acrónimo MAPFRE. Esta fecha supone el inicio de una nueva etapa profesional que terminaría por convertirle, tanto a él como a MAPFRE, en referentes mundiales del sector asegurador y financiero. 
Hernando de Larramendi gestiona de tal manera la empresa que logra sacarla de su crisis y la transforma en la primera compañía de seguros en España e Iberoamérica con presencia en 39 países. Actualmente la corporación empresarial agrupa varias empresas, entre las que destaca Corporación Mapfre, Mapfre Vida, Mapfre Seguros Generales y la matriz que hoy en día es Mapfre Mutualidad de Seguros, empresa líder en el seguro español. 
Las claves de esta transformación están en la creación de una estructura empresarial, diseñada en 1969, sobre la que se fueron introduciendo nuevos avances en años sucesivos. Su éxito estuvo basado en la formación de una red territorial de sucursales con directores y empleados en nómina; en la ampliación geográfica de estas sucursales y su descentralización, con direcciones generales regionales en lugar de delegados provinciales; en una ampliación de las actividades con la incorporación de otros ramos del seguro; y en la creación de nuevos servicios basados en el cliente. El mismo destacó la gestión de los recursos humanos como uno de sus aciertos, principalmente el código de conducta interno que introdujo, basado en el respeto mutuo, la transparencia y la integridad. Su preocupación por proporcionar información accesible y precisa le condujo al liderazgo tecnológico: MAPFRE fue la segunda empresa en España en introducir el télex y una de las primeras en adoptar técnicas de almacenamiento de datos digitales a gran escala.
En 1950 se casó con Lourdes Martínez Gutiérrez (1924-2015), que según sus palabras fue "quién más ha influido en mi vida, no solo en aspectos personales sino en actividades en MAPFRE, que sin ella no hubiesen sido posibles ", con quien tuvo 9 hijos.

## Actividades culturales
De acuerdo con su concepto de responsabilidad social corporativa, ya en la década de 1970 Larramendi participó en distintas iniciativas sin ánimo de lucro. En 1979 fue nombrado presidente de Acción Social Empresarial. Creó numerosas fundaciones: en 1975 creó la Fundación MAPFRE, con la intención de promover la seguridad en el trabajo y el apoyo en la recuperación de accidentes. Le siguieron la Fundación Cultural MAPFRE Vida (1988), la Fundación MAPFRE América (1988), la Fundación MAPFRE Estudios (1989), la Fundación MAPFRE Medicina (1989) y la Fundación MAPFRE Guanarteme. 
Una vez jubilado Larramendi dedicó el mayor esfuerzo a estas fundaciones, especialmente a la Fundación MAPFRE América. Su iniciativa clave fue el lanzamiento de Colecciones MAPFRE 1492, un conjunto de 19 series dedicadas a un tema específico relacionado con la historia de Iberoamérica, como "Independencia de Iberoamérica", "Relaciones entre España y América" o "Lenguas y literaturas indígenas", entre otras. En suma, en estas Colecciones MAPFRE 1492 se publicaron 245 títulos diferentes, escritos por 330 historiadores de 40 países. Otra iniciativa fue la reedición de documentos históricos y el patrocinio, junto a otras instituciones, de conferencias, coloquios y programas de americanistas internacionales, a menudo en colaboración con la UNESCO.
En la década de 1990, Larramendi cofundó el Instituto Histórico Tavera (1991-1996) dedicado a la protección del patrimonio bibliográfico y documental de España, Portugal e Iberoamérica. A través de este instituto se realizaron una serie de proyectos de digitalización de archivos históricos, de iniciativas bibliográficas y referenciales, así como otras actividades dirigidas a archivos de diferentes instituciones civiles y eclesiásticas. En 1996 interviene activamente en la constitución de la Fundación Histórica Tavera (1996-1999), uno de cuyos resultados más conocidos en todo el mundo fue la colección digital Clásicos Tavera. Esta colección se inició en 1997 con el objetivo de reproducir digitalmente, en soporte CD-ROM, las fuentes de referencia de especial relevancia para la historia de España e Iberoamérica, y se concluyó en 2005, habiendo publicado 79 discos con más de 1800 obras digitalizadas.
Estas fundaciones quedaron integradas en la Fundación MAPFRE, mientras que las actividades de digitalización se transfirieron a la empresa creada por Larramendi específicamente para el desarrollo tecnológico de sus proyectos culturales que se denominó inicialmente Centro de Publicaciones Digitales y posteriormente DIGIBÍS.
En honor a su padre fundó en 1986 la Fundación Hernando de Larramendi, denominada tras el fallecimiento de Ignacio Hernando de Larramendi Fundación Ignacio Larramendi. Los últimos años de su vida estuvieron dedicados a esta fundación y a sus principales proyectos que se concretan en el apoyo al estudio de la historia del carlismo, mediante el Premio Internacional de Historia del Carlismo Luis Hernando de Larramendi, y en la Biblioteca Virtual de Polígrafos que implementada en los programas de la empresa DIGIBÍS son caso de estudio del W3C LLD y caso de estudio de Europeana

## Reconocimientos
- En 1986 recibió la Medalla de Oro de la Excelencia del The John S. Bickley Founders' Award. Este premio lo concede la Insurance International Society, Inc., empresa administradora del Insurance Hall of Fame, fundado por John S. Bickley.
- En 1987 recibió la Medalla de Oro al Mérito en el Seguro.
- En 1996 fue nombrado comendador de la Orden de Isabel la Católica.
- En 1998 le fue concedida la gran cruz de la Orden del Mérito Civil.
- En 2002 (a título póstumo) le fue concedida la Medalla de Plata al Mérito en el Trabajo.[17]
- En 2005 es elegido para formar parte de The Insurance Hall of Fame,[18] el más alto honor que la industria del Seguro concede.
- El 12 de enero de 2023 el Ayuntamiento de Madrid colocó una placa con su nombre en la fachada de la casa de la calle de General Oráa, 26, en la que vivió desde 1950 hasta su fallecimiento en 2001.

## Obras
Ignacio Hernando de Larramendi escribió y publicó los siguientes libros:
- El riesgo catastrófico en los seguros personales. Obtuvo el primer premio "Martín Lázaro" 1947. (¿1947?)
- Tres claves de la vida inglesa. (1952)
- Anotaciones de sociopolítica independiente. (1977)
- Utopía de la Nueva América. Reflexiones para la Edad Universal. (1992)
- Crisis de sociedad. Reflexiones para el siglo XXI. (1995)
- Panorama para una reforma del estado. (1996)
- Bienestar solidario: cementerio de buenas intenciones.  (1998)
- Así se hizo MAPFRE. Mi tiempo. (2000)
- Irreflexiones provocadoras. (2001)

## Enlaces
- Insurance Hall of Fame
- Fundación Ignacio Larramendi

- Datos: Q5913302
- Multimedia: Ignacio Hernando de Larramendi y Montiano / Q5913302